# Louis Philippe, Duce de Orléans
Louis Philippe d'Orléans (n. 12 mai 1725, Versailles, communauté d'agglomération Versailles Grand Parc⁠(d), Franța – d. 18 noiembrie 1785, Seine-Port⁠(d), Île-de-France, Franța), a fost membru al unei ramuri inferioare a Casei de Bourbon, dinastia care conducea Franța. După 1752, era cel mai important senior de la curtea franceză imediat după familia regală. A fost tatăl lui Philippe Égalité. El a crescut și mai mult averea deja imensă a Casei de Orléans.

## Biografie
Louis Philippe d'Orléans s-a născut la Palatul Versailles la 12 mai 1725. Ca singurul fiu al lui Louis d'Orléans, Duce de Orléans și a soției acestuia, Johanna de Baden-Baden, el a primit de la naștere titlul de Duce de Chartres. A mai avut o soră mai mică, Louise Marie d'Orléans care a murit la Saint-Cloud în 1728 la vârsta de un an și opt luni. Tatăl lui, care a fost devotat soției sale germane, a devenit pustnic și pios pe măsură ce au trecut anii.
Louis Philippe abia împlinise 15 ani când el și tânăra lui verișoară, Henriette-Anne a Franței (1727–1752), a doua fiică a regelui Ludovic al XV-lea al Franței și a reginei Marie Leszczyńska, s-au îndrăgostit. După examinarea posibilității asupra unei astfel de căsătorii, Ludovic al XV-lea și ministrul său șef, Cardinalul Fleury, au decis împotriva ei deoarece această unire ar fi adus Casa de Orléans prea aproape de tron.

### Prima căsătorie

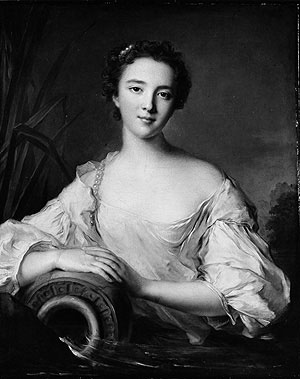
Prima soție a Ducelui de Orléans, Louise Henriette de Bourbon.

În 1743, bunica sa paternă, Françoise-Marie de Bourbon, și Louise Élisabeth de Bourbon au aranjat căsătoria lui cu verișoara sa de 17 ani, Louise Henriette de Bourbon (1726–1759), membră a Casei de Boubon-Conti, o altă ramură a Casei de Bourbon. S-a sperat că această căsătorie va închide ruptura veche de cincizeci ani între cele două familii.
Tatăl lui Louis Philippe, Louis le Pieux, și-a dat consimțământul pentru căsătorie în credința că, deoarece tânăra mireasă a fost crescută într-o mănăstire, ea ar fi fost un model de virtute și, ca atare, o soție ideală pentru fiul său. Louise Henriette era singura fiică a lui Louis Armand de Bourbon, Prinț de Conti și a lui Louise Élisabeth de Bourbon. Louise Henriette era prințesă de sânge (princesse du Sang) și cunoscută la Curte ca Mademoiselle de Conti.
Cuplul s-a căsătorit la 17 decembrie 1743 la capela Palatului Versailles. După câteva luni de o pasiune care a surprins pe toata lumea de la Curte, cuplul a început să se îndepărteze iar tânăra Ducesă de Chartres a început să ducă o viață scandaloasă. Acest lucru l-a determinat pe socrul ei să refuze să recunoască legitimitatea nepoților săi. Cuplul a avut trei copii:
- o fiică (Château de Saint-Cloud, 12 sau 13 iulie 1745 – 14 decembrie 1745, Château de Saint-Cloud);
- Louis Philippe Joseph d'Orléans (Château de Saint-Cloud, 13 aprilie 1747 – 6 noiembrie 1793, Place de la Révolution, Paris (executat)), care i-a succedat tatălui său ca Duce de Orléans în 1785. În timpul Revoluției franceze a fost cunoscut drept Philippe-Égalité. S-a căsătorit cu Louise Marie Adélaïde de Bourbon și a fost tatăl regelui Ludovic-Filip al Franței.
- Louise Marie Thérèse Bathilde d'Orléans (Château de Saint-Cloud, 9 iulie 1750 – 10 ianuarie 1822, Paris), ultima prințesă de Condé. S-a căsătorit cu Louis Henri, Prinț de Condé. În timpul Revoluției franceze a fost cunoscută drept Citoyenne Vérité.

Pentru că știa că Louise Henriette a avut aventuri în timpul căsătoriei sale și a simțit că Louis Philippe a fost incapabil fizic de a avea copii, socrul Louisei Henriette a refuzat să recunoască vreunul dintre copiii ca fiind legitim.

### Étiennette Le Marquis
După moartea soției sale la 9 februarie 1759 la Palais-Royal, reședința din Paris a familiei Orléans, Louis Philippe și-a luat ca iubită pe Étiennette Le Marquis, o fostă dansatoare căreia îi plăcea să joace comedii și care l-a introdus în lumea teatrului. La acea vreme, Castelul Bagnolet pe care l-a moștenit de la tatăl său, a devenit reședința lui favorită. Louis Philippe a avut trei copii cu Étiennette,, copii care au fost crescuți de familia Orléans.
- Louis Étienne d'Orléans (21 ianuarie 1759 – 24 iulie 1825), conte-stareț de Saint-Phar
- Louis Philippe d'Orléans (7 iulie 1761 – 13 iunie 1829), conte-stareț de Saint-Albin
- Marie Étiennette Perrine d'Auvilliers (7 iulie 1761 - februarie 2009), care s-a căsătorit cu François-Constantin, conte de Brossard, ofițer al unui regiment de dragoni.

În 1769, Louis Philippe a vândut Bagnolet și a cumpărat Castelul du Raincy, situat la mai puțin de zece mile est de centrul Parisului. În același an, fiul său Louis Philippe s-a căsătorit cu Louise Marie Adélaïde de Bourbon, moștenitoarea unei averi de la tatăl său, Ducele de Penthièvre.
Louis Philippe a vrut ca fiul său să facă o căsătorie prestigioasă cu prințesa poloneză Maria Kunigunde, fiica cea mică a regelui August al III-lea al Poloniei și a Arhiducesei Mariei Josepha de Austria. Prințesa Maria Kunigunde era sora Delfinei Marie Josèphe care murise în 1767, mama viitorului rege Ludovic al XVI-lea. Regele Ludovic al XV-lea a fost cel care s-a opus acestei căsătorii pretextând că prințesa era prea în vârstă pentru tânărul Duce de Chartres (era cu șapte ani mai mare).

### A doua căsătorie

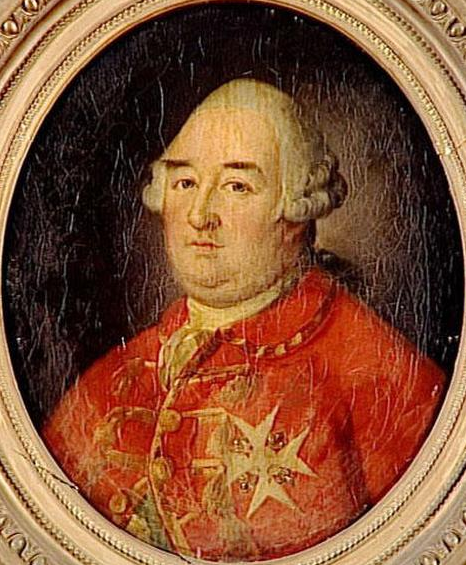
Louis Philippe d'Orléans, Duce de Orléans, Prinț de Sânge

În ciuda legăturii sale cu Étiennette, Louis Philippe a avut și alte iubite până a întâlnit, în iulie 1766, pe Charlotte Jeanne Béraud de La Haye de Riou, cunoscută drept Madame de Montesson, o femeie de 28 de ani căsătorită. După decesul marchizului de Montesson în 1769, Louis Philippe a încercat să obțină autorizarea de la rege pentru a se căsători cu tânăra văduvă.
În cele din urmă, în decembrie 1772, regele și-a dat consimțământul cu condiția ca marchiza de Montesson să nu devină niciodată Ducesă de Orléans sau să succeadă la orice titlu Orléans. Căsătoria morganatică a avut loc la 23 aprilie 1773 "într-o strictă intimitate". Ca dar de nuntă, Ducele de Orléans a dăruit soției sale castelul Sainte-Assise. 

### Ultimii ani
În 1780, Louis Philippe a dăruit fiului său Palais-Royal, ca dar care să marcheze împăcarea lor după ruptura provocată de cea de doua căsătorie a Ducelui.
La Sainte-Assise, Le Raincy și Paris, cuplul primea nobili, intelectuali, oameni de știință, dramaturgi, cum ar fi ducesa de Lauzun, contesa de Egmont, marchizul de Lusignan, marchizul de Osmond, matematicianul d'Alembert, scriitorul german Melchior Grimm, matematicianul și astronomul Pierre-Simon Laplace, chimistul Claude Louis Berthollet, compozitorul Pierre-Alexandre Monsigny și dramaturgul Ludovic Carrogis Carmontelle. De asemenea, cuplul a dat reprezentări teatrale, dintre care unele au fost scrise de marchiza de Montesson.
În februarie 1785, la insistențele regelui Ludovic al XVI-lea și cu puțin ajutor de la Madame du Barry, Ducele de Orléans a vândut magnificul castel Saint-Cloud, care era în posesia familiei Orléans din anul 1658, reginei Maria Antoaneta pentru șase milioane de livre, un preț mult redus față de costul original.
Înconjurat de toți membrii familiei sale apropiate, chiar și de cei trei copii ai Etiennettei, Louis-Philippe a murit la 18 noiembrie 1785, la Sainte-Assise, la vârsta de șaizeci de ani. A fost înmormântat la mănăstirea Val-de-Grâce din Paris, construită de strămoașa lui, regina Anna de Austria, pentru a sărbători nașterea lui Ludovic al XIV-lea, străbunicul lui Louis Philippe.